# Tamara Gorski

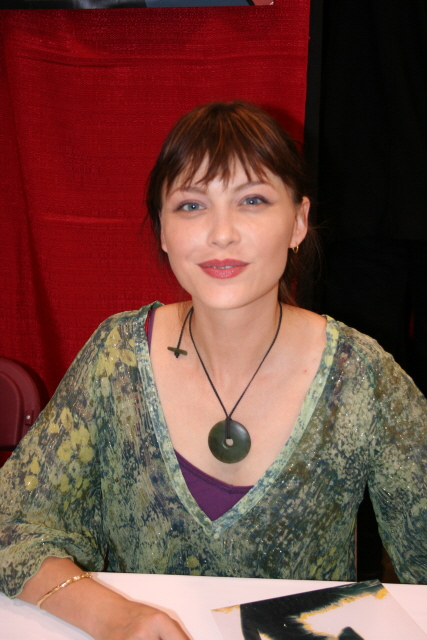
Tamara Gorski (2005)

Tamara Gorski (* 21. November 1968 in Winnipeg, Manitoba) ist eine kanadische Schauspielerin.

## Karriere
Nach Schule und Schauspielstudium begann sie im Alter von 21 Jahren in einer Folge der Serie Erben des Fluchs mit der Schauspielerei. Es folgte eine Besetzung in einer Episode von Ultraman – Mein geheimes Ich. Es folgten zu Beginn der 90er Jahre Rollen in The Kids in the Hall und Dracula ist wieder da. Bekanntheit erlangte Gorski in ihrer Rolle als Jenny Nielson in Die verlorene Welt und Rückkehr in die verlorene Welt. Danach folgten diverse Besetzungen in TV-Serien und TV-Filmen wie Angel – Jäger der Finsternis. Neue Produktionen sind Murdoch Mysteries und Less Than Kind.

## Filmografie
- 1989: Erben des Fluchs (Friday the 13th: The Series, Fernsehserie, eine Folge)
- 1990: Ultraman – Mein geheimes Ich (My Secret Identity, Fernsehserie, zwei Folgen)
- 1991: Dracula ist wieder da (Dracula: The Series, Fernsehserie, zwei Folgen)
- 1991–1994: The Kids in the Hall (Fernsehserie, vier Folgen)
- 1992: Mrs. ’Arris Goes to Paris (Fernsehfilm)
- 1992: Die verlorene Welt (The Lost World)
- 1992: Rückkehr in die verlorene Welt (Return to the Lost World)
- 1992: Kung Fu – Im Zeichen des Drachen (Kung Fu: The Legend Continues, Fernsehfilm)
- 1993: The Hidden Room (Fernsehserie, eine Folge)
- 1993: John F. Kennedy – Wilde Jugend (J.F.K.: Reckless Youth, Fernsehfilm)
- 1994: Die Waffen des Gesetzes (Street Legal, Fernsehserie, eine Folge)
- 1994: Danielle Steel – Vertrauter Fremder (A Perfect Stranger, Fernsehfilm)
- 1994: Das letzte Rendezvous (Broken Lullaby, Fernsehfilm)
- 1995: Highlander (Fernsehserie, eine Folge)
- 1995: To Die For
- 1995: Picture Windows (Fernsehserie, eine Folge)
- 1995: Nick Knight – Der Vampircop (Forever Knight, Fernsehserie, eine Folge)
- 1996: PSI Factor – Es geschieht jeden Tag (PSI Factor – Chronicles of the Paranormal, Fernsehserie, vier Folgen)
- 1997: A Taste of Shakespeare (Fernsehserie, eine Folge)
- 1997: Mord im Weißen Haus (Murder at 1600)
- 1997: John Woo’s Die Unfassbaren (Once a Thief, Fernsehserie, eine Folge)
- 1998: Straight Up (Fernsehserie, zwei Folgen)
- 1998–1999: Hercules (Hercules: The Legendary Journeys, Fernsehserie, neun Folgen)
- 1999: Im Fadenkreuz der Angst (Striking Poses)
- 1999: Poltergeist – Die unheimliche Macht (Poltergeist: The Legacy, Fernsehserie, vier Folgen)
- 2000: Zweimal im Leben (Twice in a Lifetime, Fernsehserie, eine Folge)
- 2000: Future Man (Fernsehserie, eine Folge)
- 2000: Mission Erde – Sie sind unter uns (Earth: Final Conflict, Fernsehserie, eine Folge)
- 2000: Angel – Jäger der Finsternis (Angel, Fernsehserie, eine Folge)
- 2001: Haven (Fernsehfilm)
- 2002: Der Job (The Job, Fernsehserie, eine Folge)
- 2002: Witchblade – Die Waffe der Götter (Witchblade, Fernsehserie, eine Folge)
- 2002: Soul Food (Fernsehserie, eine Folge)
- 2003: Veritas: The Quest (Fernsehserie, eine Folge)
- 2003: Ein ungleiches Paar (The In-Laws)
- 2004: Anonymous Rex (Fernsehfilm)
- 2005: Man with the Screaming Brain
- 2005: Missing – Verzweifelt gesucht (Missing, Fernsehserie, eine Folge)
- 2006: Angela Henson – Das Auge des FBI (Angela’s Eyes, Fernsehserie, eine Folge)
- 2006: Without a Trace – Spurlos verschwunden (Without a Trace, Fernsehserie, eine Folge)
- 2007: Ocean Without a Shore
- 2007: Jeff Ltd. (Fernsehserie, zwei Folgen)
- 2008: Brothers & Sisters (Fernsehserie, eine Folge)
- 2008: In Plain Sight – In der Schusslinie (In Plain Sight, Fernsehserie, eine Folge)
- 2009: Flashpoint – Das Spezialkommando (Flashpoint, Fernsehserie, eine Folge)
- 2009: The Dating Guy (Fernsehserie, eine Folge)
- 2010: 72 Stunden – The Next Three Days (The Next Three Days)
- 2011: Cell 213
- 2011: Getting Past the Bull (Kurzfilm)
- 2011–2012: Murdoch Mysteries (Fernsehserie)
- 2012: Less Than Kind (Fernsehserie, eine Folge)
- 2012: My Awkward Sexual Adventure
- 2012: Verdict (Fernsehfilm)